# Laimjala
Laimjala (em estoniano:  Laimjala vald) é um município rural estoniano localizado na região de Saaremaa.